# Freshfields Bruckhaus Deringer
Freshfields Bruckhaus Deringer è uno studio legale internazionale, operativo attraverso i propri 27 uffici in Europa, Asia-Pacifico, Medio Oriente e Nord America, nonché attraverso una rete strutturata di relazioni con i principali studi legali nelle giurisdizioni dove non è presente.

## Storia
Originariamente fondato dagli avvocati inglesi Samuel Dodd (avvocato della Banca d'Inghilterra, che è ancora oggi cliente dello studio) e James William Freshfield nel 1743, Freshfields Bruckhaus Deringer ha assunto la sua denominazione attuale nel 2000, in occasione della fusione dello studio britannico Freshfields con l'omologo tedesco Deringer, Tessin, Herrmann e Sedemund, e l'austro-tedesco Bruckhaus, Westrick, Heller, Löber.
La società fa parte del Magic Circle, un gruppo informale di studi legali britannici d'élite, oltre ad essere annoverato tra i componenti del gruppo Global Elite di studi legali a livello mondiale.

## In Italia
Dal 1997, la società opera stabilmente in Italia attraverso i suoi uffici di Roma e Milano.